# Jakob Johansson (Fußballspieler, 1990)
Jakob Valdemar Olsson Johansson (* 21. Juni 1990 in Trollhättan) ist ein ehemaliger schwedischer Fußballspieler. Der Mittelfeldspieler, der zwischen 2013 und 2019 unregelmäßig in der schwedischen Nationalmannschaft zum Einsatz kam und auf 18 Länderspieleinsätze zurückblicken kann, gewann in Schweden sowie während seiner Auslandsaufenthalte in Griechenland und Frankreich nationale Titel.

## Werdegang

### Im Verein

#### IFK Göteborg
Johansson spielte 2007 erstmals für IFK Göteborg in der Fotbollsallsvenskan und wurde in seinem ersten Jahr Meister. Der Verein war damit für die erste Qualifikationsrunde der UEFA Champions League 2008/09 qualifiziert, in der er sich mit zwei Siegen gegen den san-marinesischen Meister SS Murata durchsetzte. Das Aus kam bereits in der zweiten Runde gegen den FC Basel, da nach einem 1:1 im Heimspiel das Rückspiel mit 2:4 verloren wurde. Johansson saß bei den beiden Spielen nur auf der Bank. 2008 gewann er mit IFK den Pokal – ein Erfolg, der 2012/13 wiederholt werden konnte. In der Liga reichte es 2008 nur zum dritten Platz. Als Pokalsieger war IFK jedoch für die 3. Qualifikationsrunde zur UEFA Europa League 2009/10 qualifiziert, die in der Saison in einem neuen Format startete und den vorherigen UEFA-Pokal ablöste. Hier verlor die Mannschaft das Heimspiel mit 1:3 gegen Hapoel Tel Aviv, wobei Johansson einen zwanzigminütigen Einsatz hatte, als er beim Stand von 1:0 in der 70. Minute eingewechselt wurde. Im Rückspiel, das 1:1 endete, kam er nicht zum Einsatz. Im folgenden Jahr wurde er mit IFK Vizemeister und verlor das Pokalfinale, war damit aber für die 3. Qualifikationsrunde zur UEFA Europa League 2010/11 qualifiziert. Hier trafen sie auf AZ Alkmaar. Nach einer 0:2-Auswärtsniederlage reichte der 1:0-Heimsieg nicht, um die Play-offs zu erreichen. In den nächsten drei Spielzeiten belegte er mit IFK nur den siebten Tabellenplatz, so dass weitere internationale Auftritte ausblieben. Erst durch den Pokalsieg 2012/13 konnte sich IFK wieder für die UEFA Europa League 2013/14 qualifizieren, scheiterte aber am Dritten der slowakischen Liga FK AS Trenčín. In den beiden Spielen kam Johansson erstmals international über die vollen 180 Minuten zum Einsatz. In der Saison 2013 konnte er sich mit IFK als Vizemeister wieder für die Qualifikation zur UEFA Europa League 2014/15 qualifizieren. Hier setzte sich IFK in den ersten beiden Qualifikationsrunden durch, verlor dann aber in der dritten Runde das Heimspiel gegen Rio Ave FC mit 0:1 und schied nach einem 0:0 im Rückspiel aus. In der Saison 2014 wurde er mit IFK nochmals Vizemeister.

#### AEK Athen
Zur Saison 2014/15 wechselte Johansson ablösefrei zum griechischen Verein AEK Athen, der 2013 erstmals in die zweite Liga abgestiegen war. Johansson wurde mit AEK mit 19 Punkten Vorsprung Zweitligameister und stieg in die erste Liga auf. In seiner ersten Erstligasaison in Griechenland wurde er mit AEK Dritter und war damit für die Play-offs um die internationalen Plätze qualifiziert. In diesen qualifizierte sich AEK für die 3. Qualifikationsrunde der UEFA Europa League 2016/17. Hier schieden die Griechen nach einem torlosen Auswärtsspiel durch eine 0:1-Heimniederlage gegen AS Saint-Étienne aus, wobei Johansson nur beim 0:0 zum Einsatz kam. In der folgenden Saison gelang die erstmalige Qualifikation für die der 3. Qualifikationsrunde zur UEFA Champions League 2017/18. Hier verlor AEK beide Spiele gegen ZSKA Moskau, durfte aber in den Play-offs der UEFA Europa League 2017/18 weiter spielen und konnte sich für die Gruppenphase qualifizieren. Im Herbst 2017 zog er sich einen Kreuzbandriss zu, so dass er weite Teile der Spielzeit 2017/18 verpasste.

#### Stade Rennes
Im Sommer 2018 wechselte Johansson in die Ligue 1, wo er einen bis 2020 gültigen Vertrag bei Stade Rennes unterzeichnete. Ab September kam er in der französischen Meisterschaft zum Einsatz, musste aber nach einer im Ligaspiel bei EA Guingamp Mitte Januar erlittenen erneuten Knieblessur mehrere Wochen pausieren. Nach seiner erneuten Genesung stand er in den letzten Spielen der Spielzeit 2018/19 zur Verfügung und belegte mit dem Klub den zehnten Tabellenplatz. Zudem gewann er den französischen Pokal, wobei er im Finale jedoch ohne Einsatz blieb. Im September zog er sich erneut einen Kreuzbandriss zu. In der Spielzeit 2019/20 blieb er ohne Spielminute, der auslaufende Vertrag wurde nicht verlängert.

#### Rückkehr zu IFK Göteborg
Im Mai 2020 verkündete der IFK Göteborg die ablösefreie Verpflichtung Johanssons, der einen bis Ende 2022 gültigen Kontrakt mit dem Spieler vereinbarte. Beim 2:2-Remis gegen den Falkenbergs FF am 23. Juli stand er erstmals seit dem 18. Mai 2019 wieder in einem Ligaspiel auf dem Platz, als er für Patrik Karlsson Lagemyr eingewechselt wurde. Dem Klub half er mit 18 Spieleinsätzen im Abstiegskampf in der Spielzeit 2020, als dieser die Spielzeit auf dem 13. Platz beendete. Nachdem er verletzungsbedingt in der ersten Hälfte der folgenden Spielzeit erneut nicht zum Einsatz gekommen war, erklärte er im Juni 2021 sein Karriereende.

### Nationalmannschaft
Johansson bestritt am 31. Juli 2006 sein erstes Juniorenländerspiel und erzielte bei der 2:4-Niederlage gegen England das Tor zum zwischenzeitlichen 1:1. Im September nahm er mit der U-17 an der ersten Qualifikationsrunde für die U-17-Fußball-Europameisterschaft 2007 teil, in der sich die Mannschaft als Gruppenzweiter für die Eliterunde qualifizierte. In dieser verlor sie im März 2007 aber alle drei Spiele mit 1:3, wobei er nur zweimal zum Einsatz kam und gegen Spanien seine Mannschaft mit 1:0 in Führung brachte.
Nach Einsätzen in Freundschaftsspielen in der U-18, U-19 und U-21 nahm er mit der U-19 im Juni 2009 an der Eliterunde der Qualifikation für die U-19-Fußball-Europameisterschaft 2009 teil. Die Schweden verloren die drei Spiele und schieden aus.
Ab Mai 2012 wurde er in der Qualifikation für die U-21-Fußball-Europameisterschaft 2013 eingesetzt. Die Schweden beendeten die Gruppenphase als Gruppensieger, verloren dann aber in den Play-off-Spielen zweimal gegen Italien. Das 2:3 gegen die Italiener am 16. Oktober 2012 war sein letztes U-Länderspiel.
Seinen ersten Einsatz in der schwedischen A-Nationalmannschaft hatte er am 23. Januar 2013 im Halbfinale des King’s Cup 2013 gegen Nordkorea, wobei er in der Startelf stand und in der 84. gegen Ivo Pekalski ausgewechselt wurde, für den dies ebenfalls das erste A-Länderspiel war. Auf seinen zweiten Einsatz in der A-Elf musste er dann aber ein Jahr warten. Am 17. Januar 2014 kam er beim Freundschaftsspiel gegen Moldau in Bahrain zum zweiten A-Länderspiel. Dabei kamen auf schwedischer Seite nur Spieler zum Einsatz, die bei schwedischen Vereinen spielten und maximal fünf A-Länderspiele bestritten hatten. Vier Tage später führte er eine ähnlich zusammengestellte Mannschaft beim 2:0-Sieg gegen Island in Saudi-Arabien als Kapitän aufs Feld. Danach musste er 34 Monate auf sein viertes A-Länderspiel warten: am 11. November 2016 spielte er über 90 Minuten bei der 1:2-Niederlage gegen Frankreich im vierten Spiel der Qualifikation für die WM-Endrunde 2018. Ab da war er Stammspieler und fehlte nur bei den beiden Januarspielen, in denen wieder nur Spieler der schwedischen Liga eingesetzt wurden. Als Gruppenzweiter erreichten die Schweden die Play-off-Spiele und trafen am 10. November in Solna zum Hinspiel auf Italien. Johansson wurde in der 57. Minute eingewechselt, vier Minuten später erzielte er mit seinem ersten A-Länderspieltor den 1:0-Siegtreffer. Drei Tage später stand er beim Rückspiel in Mailand in der Startelf, musste aber bereits nach 19 Minuten verletzt ausgewechselt werden. Seine Mitspieler verteidigten das 0:0 und qualifizierten sich damit für die WM-Endrunde in Russland. Aufgrund des erlittenen Kreuzbandrisses verpasste er jedoch das WM-Turnier.
Im Herbst 2018 kehrte Johannson nach seiner Verletzungspause in die A-Auswahl zurück und bestritt die Partien in der UEFA Nations League 2018/19 gegen die Türkei und Russland, die beide gewonnen wurden. Im Frühjahr 2019 wurde er ebenso nominiert, musste jedoch aufgrund von Rückenproblemen passen und wurde durch den nachnominierten Alexander Fransson ersetzt. Im Rahmen der Qualifikation zur Euro 2020 saß er im Juni gegen Malta und Spanien auf der Bank, beim letzteren Duell kam er für den verletzten Viktor Claesson Mitte der ersten Halbzeit zu seinem 18. Länderspieleinsatz. Im September gehörte er bei den EM-Qualifikationsspielen gegen die Färöer und Norwegen letztmals zum Kader, blieb aber ohne Spielzeit.

## Erfolge
- Schwedischer Meister: 2007
- Schwedischer Pokalsieger: 2008, 2012/13
- Griechischer Pokalsieger: 2015/16
- Französischer Pokalsieger: 2018/19